# Hymenophyllum jamesonii
Hymenophyllum jamesonii là một loài thực vật có mạch trong họ Hymenophyllaceae. Loài này được Hook. miêu tả khoa học đầu tiên năm 1844.